# Kiki Coe
Kiki Coe, nombre artístico de Sandro Pangilinan, es una drag queen, diseñadora de vestuario y chef filipino-canadiense que saltó a la fama como finalista de la primera temporada de Call Me Mother. Es una de las concursantes de la cuarta temporada de Canada's Drag Race.

## Carrera

### Drag
Kiki Coe ha estado trabajando en la escena drag de Ottawa desde principios de la década de 2010. Ella es una ganadora del concurso Ms. Capital Pride, así como del Queer of Halloween de Ottawa. También ha formado parte del panel de jueces del concurso. Saltó a la fama por primera vez al aparecer en la primera temporada de Call Me Mother de OutTV en 2021. Fue la primera concursante elegida para unirse a una casa cuando Peppermint la seleccionó para la House of Dulcet. Luego ganó cuatro desafíos durante la temporada y terminó en segundo lugar detrás del ganador Toddy.
También es diseñadora de vestuario y varias de sus piezas aparecieron en Canada's Drag Race, en particular la pasarela final de Icesis Couture y el look Goddess de Kimmy Couture en la tercera temporada.
En octubre de 2023, fue anunciada como una de las once concursantes que competirían en la cuarta temporada de Canada's Drag Race. Fue eliminada después de quedar entre las dos últimas en el desafío del Rusical y perder una batalla de lip sync contra Denim.

### Carrera culinaria
Coe también es chef de formación y ha trabajado en el campo culinario en Ottawa y Gatineau. En 2016 apareció en el episodio de estreno de la tercera temporada de Chopped Canada.

## Vida personal
Coe nació en Filipinas y emigró a Canadá. Es amiga cercana de Icesis Couture y Kimmy Couture, y ha creado trajes para ambas para sus apariciones en Drag Race.

## Filmografía

### Televisión
| Año  | Título                             | Papel       | Notas                        |
| ---- | ---------------------------------- | ----------- | ---------------------------- |
| 2016 | Chopped Canada                     | Concursante | Episodio "Sauce on the Side" |
| 2021 | Call Me Mother (1.ª temporada)     | Ella misma  | Concursante (finalista)      |
| 2023 | Canada's Drag Race (4.ª temporada) | Ella misma  | Concursante                  |
| 2023 | Sew Fierce                         | Ella misma  | Invitada                     |